# Väländan
Väländan – miejscowość (tätort) w Szwecji, w regionie administracyjnym (län) Sztokholm, w gminie Haninge.
Według danych Szwedzkiego Urzędu Statystycznego liczba ludności wyniosła: 522 (31 grudnia 2015), 529 (31 grudnia 2018) i 536 (31 grudnia 2019).